# キャロル郡 (ミシシッピ州)
キャロル郡（キャロルぐん、Carroll County）はアメリカ合衆国ミシシッピ州に位置する郡である。2000年現在、人口は10,769人である。ここの郡庁所在地はw:Vaiden, Mississippi 並びにキャロルトンである。

## 地理
アメリカ合衆国統計局によると、この郡は総面積1,643 km2 (635 mi2) である。このうち1,626 km2 (628 mi2) が陸地で18 km2 (7 mi2) が水地域である。総面積の1.07%が水地域となっている。

## 人口動勢
2000年現在の国勢調査で、この郡は人口10,769人、4,071世帯、及び3,069家族が暮らしている。人口密度は7/km2 (17/mi2) である。3/km2 (8/mi2) の平均的な密度に4,888軒の住宅が建っている。この郡の人種的な構成は白人62.67%、アフリカン・アメリカン36.61%、先住民0.07%、アジア0.16%、太平洋諸島系0.01%、その他の人種0.13%、及び混血0.36%である。この人口の0.73%はヒスパニックまたはラテン系である。
この郡内の住民は24.50%が18歳未満の未成年、18歳以上24歳以下が9.60%、25歳以上44歳以下が26.70%、45歳以上64歳以下が25.70%、及び65歳以上が13.60%にわたっている。中央値年齢は38歳である。女性100人ごとに対して男性は99.20人である。18歳以上の女性100人ごとに対して男性は97.00人である。
この郡の世帯ごとの平均的な収入は28,878米ドルであり、家族ごとの平均的な収入は35,711米ドルである。男性は28,459米ドルに対して女性は19,695米ドルの平均的な収入がある。この郡の一人当たりの収入 (per capita income) は15,744米ドルである。人口の16.00%及び家族の13.70%は貧困線以下である。全人口のうち18歳未満の17.30%及び65歳以上の23.50%は貧困線以下の生活を送っている。

## 都市及び町
- キャロルトン (Carrollton)
- ノースキャロルトン (North Carrollton)
- Vaiden

1. ↑   Find a County, National Association of Counties 2011年6月7日閲覧。
2. ↑   American FactFinder, United States Census Bureau 2008年1月31日閲覧。